# Seema Weatherwax
Seema Aissen Weatherwax (* 25. August 1905 in Tschernigow, Russisches Kaiserreich; † 25. Juni 2006 in Santa Cruz, Kalifornien) war eine US-amerikanische Fotografin.

## Leben
Seema Aissen wurde als zweite von drei Töchtern der streng jüdischen Eheleute Avram und Reva Aissen geboren. Auf Grund der judenfeindlichen Stimmung im Russischen Kaiserreich wanderte die Familie 1912 zunächst in das Vereinigte Königreich und 1922 nach Boston in die Vereinigten Staaten aus. Dort nahm sie ihre erste Arbeitsstelle in einem Fotolabor an. Diese Tätigkeit setzte sie dann in Laboren in New Jersey, New Mexico, Kalifornien und Tahiti fort. Nebenbei war sie in der Young Communist League tätig. In Tahiti begann sie auch selbst zu fotografieren.
In Los Angeles trat sie in den 1930er Jahren der Workers Film and Photo League bei. Sie setzte sich während ihres ganzen Lebens für die Gleichberechtigung ein. Mit Künstlern und politischen Aktivisten wie Edward Weston, Imogen Cunningham und Woody Guthrie war sie lange Jahre befreundet. Im Yosemite-Nationalpark arbeitete sie für Ansel Adams und war dann auch eng mit dessen Familie befreundet. 1942 verließ sie Yosemite, um Jack Weatherwax zu heiraten, für den sie auch als Fototechnikerin arbeitete. Sie unterstützte seine Autorentätigkeit und auch seine linken  Aktivitäten in Los Angeles. 1984 zogen sie nach Santa Cruz in Kalifornien um, wo ihr Ehemann drei Wochen nach dem Umzug verstarb.
Nach einem Trauerjahr trat Seema Weatherwax in die Öffentlichkeit und stellte ihre eigene Kunst- und Fotosammlung bei Benefiz-Shows aus. Sie trat den lokalen Organisationen der National Association for the Advancement of Colored People (NAACP) und der Women’s International League for Peace and Freedom (WILPF) bei, wurde in die Leitung beider Organisationen gewählt und war bald recht bekannt in Santa Cruz.
Kurz vor ihrem 94. Geburtstag beschloss sie, einige ihrer alten Negative noch zu drucken. Sie begann umzudenken und beschloss ihre eigene Arbeit mehr in den Vordergrund zu stellen. 1999 wurde sie vom Parlament Kaliforniens als Women of the Year ausgezeichnet. So begann sie 2000 damit öffentliche Ausstellungen zu organisieren. Im Jahr 2005 fand die fünfte öffentliche Ausstellung ihrer Arbeiten anlässlich einer Sonderausstellung an der University of California in Santa Cruz statt. Noch im gleichen Jahr feierte sie ihren hundertsten Geburtstag und konnte im August 2005 auch die Veröffentlichung ihrer von Sara Halprin herausgegebenen Biographie Seema’s Show: A Life on the Left erleben. Diese erschien bei der University of New Mexico Press und basiert auf Interviews, die bis in das Jahr 1986 zurückgehen.
Seema Weatherwax verstarb am 25. Juni 2006 in Santa Cruz, zwei Monate vor ihrem 101. Geburtstag.

## Nachlass
- Tonbänder und Interview-Mitschriften befinden sich in der Special Collections der University of California in Santa Cruz. Dort finden sich auch die meisten ihrer Fotografien, einige weitere liegen in der Special Collection der Stanford University.
- Der schriftliche Nachlass von Jack Weatherwax wird von der Smithsonian Institution verwaltet.